# داني تومسون (سائق سباق)
داني تومسون (بالإنجليزية: Danny Thompson)‏ هو سائق سباق أمريكي، ولد في 28 أكتوبر 1948.